# Зелёная линия (Дубайский метрополитен)
GreenLine — одна из двух линий в сети метро Дубая, Объединенные Арабские Эмираты. Проходит через Дейру и Бур-Дубай, как правило, параллельно Хор-Дубай. Он был построен консорциумом Mitsubishi, Obayashi, Kajima и Yapı Merkezi.

## Описание
GreenLine насчитывает 20 станций, в том числе 12 надземных и 8 подземных станций.
Длина линии составляет 22,5 км, из них под землей — 7,9 км.
Станции обслуживают 25 поездов без машинистов, которые едут с максимальной скоростью 110 километров в час и останавливаются на каждой станции в течение 20-30 секунд.
Пробный запуск начался в октябре 2010 года, линия была открыта 9 сентября 2011 года.
Последние 2 станции (Jaddaf и Dubai Creek) были открыты 1 марта 2014 года.
Сейчас по зеленой линии курсирует 19 поездов, каждый из которых рассчитан на 643 места.